# پرستانوو
پرستانوو (به چکی: Přestanov) یک ناحیه در جمهوری چک است که در Ústí nad Labem District واقع شده‌است. پرستانوو ۲٫۰۴ کیلومتر مربع مساحت و ۳۲۸ نفر جمعیت دارد و ۲۲۰ متر بالاتر از سطح دریا واقع شده‌است.